# مالك بالطويلة
مالَكْ بالطَّويلة برنامج تِلفازي يقدِّمه الإعلامي السعودي مالك الروقي على قناة إم بي سي 1 في شهر رمضان، من إخراج عبادة الحمامي، بدأ عرضُ الموسم الأول عام 2019. وتقوم فكرة البرنامج على تقريب العلوم والثقافة بسرد سهل وواضح وغير متكلَّف في مدَّة لا تتجاوز 10 دقائق هي مدَّة الحَلْقة الواحدة.

## اسم البرنامج
يقول مقدِّم البرنامج: إن اسم برنامجه خليطٌ بين الاسم الشخصي وبين فكرة البرنامج، كون البرنامج يختصر لك القصصَ والأحداث والشخصيات بأسلوب سريع وبقالب ممتع، فهي جملة دارجة لدى العرب أثناء حديثهم، حيث يقولون: مالَكْ بالطَّويلة، أي سأختصر لك القصة التي أسردها لك، وهذه الجملةُ نقولها اليومَ للمشاهد باختصار المحتوى وتيسيره، دون إخلال بالقيمة المعرفية ولا تسطيحها.

## وصلات خارجية
- مالك بالطويلة 5 | الحلقة 1 | مراحل توحيد المملكة
- مالك بالطويلة 5 | الحلقة 2 | تشرشل.. نجم سياسي ومتسبب في مجاعة ومقاتل بصوته
- مالك بالطويلة 5 | الحلقة 21 | طقوس وأسرار وكواليس من حياة المبدعين في العالم
- مالك بالطويلة 5 | الحلقة 24 | علي الطنطاوي الذي كان (على مائدة الإفطار) في كل بيت سعوديّ